# Balta parvula
Balta parvula är en kackerlacksart som först beskrevs av Bolivar 1924.  Balta parvula ingår i släktet Balta och familjen småkackerlackor. Inga underarter finns listade.